# Класация на висши училища
Класацията на висшите училища е списък на висши училища от целия свят, определена държава или регион, подредени по критерии обикновено за качеството на обучението.

## Класации
Списъкът започва от училището с най-висок резултат и продължава към тези с по-нисък. Критерият за качество се определя от измерими характеристики, като например броя на носителите на Нобелова награда сред академичния състав и завършилите училището, както и от субективни показатели, като академична партньорска проверка.
Най-известните 3 световни класации са:
- Academic Ranking of World Universities (Академична класация на световните университети, известна и като Шанхайска класация)
- Times Higher Education World University Rankings / THE World University Rankings (Световни университетски класации на THE)
- Quacquarelli Symonds World University Rankings / QS World University Rankings (Световни университетски класации на QS)

Позициите на академичната институция в известните класации са част от нейната репутация.

## История
През 1900 г. англичанинът Алик Маклийн публикува книгата „Откъде ще намерим нашите най-добри мъже“, като включва списък с видни личности и техни характеристики, включително които университета, в който са учили. В края на книгата авнорът дава класация на университетите според броя на изявените личности, учили във всеки от тях.
През 1804 г. англичанинът Алис Блок публикува списък на университетите, класирани според броя на генииите, които са учили в тях.